# Établissement public territorial Grand Paris - Grand Est
L'Établissement public territorial (EPT) Grand Paris - Grand Est  (EPT GPGE) est une structure intercommunale française, créée le 1er janvier 2016 dans le cadre de la mise en place de la métropole du Grand Paris et située dans le département de la Seine-Saint-Denis en région Île-de-France.
Le territoire comprend 14 communes, dont seulement deux (Clichy-sous-Bois et Montfermeil), faisaient antérieurement partie d'un établissement public de coopération intercommunale à fiscalité propre, l'ancienne communauté d'agglomération de Clichy-sous-Bois-Montfermeil.
Cette institution assure des compétences de service public de proximité (déchets, assainissement, emploi, formation) et de développement du territoire (aménagement, urbanisme, développement économique).

## Historique
Dans le cadre de la mise en place de la métropole du Grand Paris, la loi portant nouvelle organisation territoriale de la République du 7 août 2015 (Loi NOTRe) prévoit la création d'établissements publics territoriaux (EPT), qui regroupent l'ensemble des communes de la métropole à l'exception de Paris, et assurent des fonctions de proximité en matière de politique de la ville, d'équipements culturels et socioculturels, socio-éducatifs et sportifs, d'eau et assainissement, de gestion des déchets ménagers et d'action sociale. Les EPT exercent également les compétences que les communes avaient transférées aux intercommunalités supprimées.
La communauté d'agglomération de Clichy-sous-Bois-Montfermeil avait été créée le 1er janvier 2001 par transformation de la communauté de communes préexistante, elle-même créée le 22 décembre 1997.
Trois communes – Neuilly-Plaisance, Neuilly-sur-Marne et Rosny-sous-Bois – faisaient partie d'un syndicat mixte d'études en décembre 2015, l'Association des collectivités territoriales de l'Est parisien, dont Gournay-sur-Marne et Noisy-le-Grand s'étaient retirées en 2009 et qui regroupait aussi des communes du département voisin du Val-de-Marne. La création du territoire a suscité l'hostilité de Christian Demuynck, maire (LR) de Neuilly-Plaisance.
L'EPT Grand Paris - Grand Est (GPGE) est créé par un décret du 11 décembre 2015.
Les premières années de fonctionnement sont marquées par l'opposition de certaines communes et à la difficulté de faire émerger un projet de territoire, qui aboutit à la démission en mai 2019 du premier président de l'EPT, Michel Teulet.

## Territoire communautaire

### Géographie
Comptant environ 407 704 habitants en 2021, le Territoire est formé de quatorze communes de l'est et du sud-est du département de la Seine-Saint-Denis. Il est le huitième territoire de la métropole du Grand Paris par sa population, le troisième dans ce département.
Le territoire du Grand Paris - Grand Est est situé dans la partie orientale de la petite couronne de la région d'Île-de-France. Sur le plan topographique, il recouvre le plateau de Vaujours, culminant à 130 m de hauteur et le plateau d'Avron (115 m), qui matérialisent l'extrémité du massif de l'Aulnoye, et une partie du plateau de la Brie. Ces derniers sont séparés par les dépressions de Gagny et de Rosny-sous-Bois, qui correspondent à un ancien lit de la Marne. Il est traversé par la Marne et par le canal de Chelles.
La commune la plus peuplée, Noisy-le-Grand, est la tête de pont de la ville nouvelle de Marne-la-Vallée, dans le cadre de son secteur I (Porte de Paris). Mais elle n'est plus membre de l'établissement public d'aménagement ni du syndicat d'agglomération nouvelle, qui a été dissous.

### Communes membres
Grand Paris - Grand Est est composé des 14 communes suivantes :

| Nom                     | Code Insee | Gentilé         | Superficie (km2) | Population (dernière pop. légale) | Densité (hab./km2) |
| ----------------------- | ---------- | --------------- | ---------------- | --------------------------------- | ------------------ |
| Noisy-le-Grand (siège)  | 93051      | Noiséens        | 12,95            | 71 632 (2022)                     | 5 531              |
| Clichy-sous-Bois        | 93014      | Clichois        | 3,95             | 29 551 (2022)                     | 7 481              |
| Coubron                 | 93015      | Coubronnais     | 4,14             | 5 156 (2022)                      | 1 245              |
| Gagny                   | 93032      | Gabiniens       | 6,83             | 40 790 (2022)                     | 5 972              |
| Gournay-sur-Marne       | 93033      | Gournaysiens    | 1,68             | 7 101 (2022)                      | 4 227              |
| Livry-Gargan            | 93046      | Livryens        | 7,38             | 46 507 (2022)                     | 6 302              |
| Montfermeil             | 93047      | Montfermeillois | 5,45             | 28 257 (2022)                     | 5 185              |
| Neuilly-Plaisance       | 93049      | Nocéens         | 3,42             | 21 914 (2022)                     | 6 408              |
| Neuilly-sur-Marne       | 93050      | Nocéens         | 6,86             | 38 799 (2022)                     | 5 656              |
| Les Pavillons-sous-Bois | 93057      | Pavillonnais    | 2,92             | 24 872 (2022)                     | 8 518              |
| Le Raincy               | 93062      | Raincéens       | 2,24             | 14 778 (2022)                     | 6 597              |
| Rosny-sous-Bois         | 93064      | Rosnéens        | 5,91             | 45 947 (2022)                     | 7 774              |
| Vaujours                | 93074      | Valjoviens      | 3,78             | 7 743 (2022)                      | 2 048              |
| Villemomble             | 93077      | Villemomblois   | 4,04             | 29 973 (2022)                     | 7 419              |

### Collectivités voisines
L'établissement est limitrophe de :
- l'établissement public territorial Paris Terres d'Envol, avec Aulnay-sous-Bois, Sevran, Villepinte et Tremblay-en-France ;
- l'établissement public territorial Est Ensemble, avec Bondy, Noisy-le-Sec et Montreuil ;
- l'établissement public territorial Paris-Est-Marne et Bois, avec Fontenay-sous-Bois, Le Perreux-sur-Marne, Bry-sur-Marne et Villiers-sur-Marne ;
- l'établissement public territorial Grand Paris Sud Est Avenir, avec Le Plessis-Trévise ;
- la communauté d'agglomération Paris - Vallée de la Marne, avec Pontault-Combault, Émerainville, Champs-sur-Marne, Chelles et Courtry ;
- la communauté d'agglomération Roissy Pays de France, avec Villeparisis.

## Administration

Ancien logo de l'EPT

### Siège
Le siège de l'Établissement Public Territorial se situe à Noisy-le-Grand, au 11 boulevard du Mont d'Est, CS 60027 93192 Noisy-le-Grand Cedex.

### Élus
Le conseil de territoire de Grand Paris - Grand Est, qui se réunit une fois par mois, est l'organisme délibérant de l'établissement et détermine les grands axes de l'action publique. Il est composé de 80 conseillers répartis sur une base essentiellement démographique, et élus, en leur sein, par les conseils municipaux de chaque commune comme suit[réf. nécessaire] :
- 14 délégués pour Noisy-le-Grand ;
- 9 délégués pour Livry-Gargan et Rosny-sous-Bois ;
- 8 délégués pour Gagny ;
- 7 délégués pour Clichy-sous-Bois et Neuilly-sur-Marne ;
- 6 délégués pour Villemomble ;
- 5 délégués pour Montfermeil et Les Pavillons-sous-Bois ;
- 4 délégués pour Neuilly-Plaisance ;
- 3 délégués pour Le Raincy ;
- 1 délégué pour Coubron, Gournay-sur-Marne et Vaujours.

Le territoire de Grand Paris - Grand Est est représenté par 14 élus au conseil de la métropole du Grand Paris (un par commune).
Le conseil de territoire du 9 janvier 2016 a élu son premier président, Michel Teulet, maire de Gagny, et ses 13 vice-présidents, de manière que chaque commune soit représentée par son maire au sein du bureau de l'établissement. En mars 2019, le président Michel Teulet annonce sa démission et le conseil de territoire du 14 mai 2019 élit son successeur, Claude Capillon, maire LR de Rosny-sous-bois et jusqu'alors premier-vice-président de l'EPT. Michel Teulet l'a remplacé à ce mandat de premier vice-président, jusqu'au 24 juillet 2019.
Il s'agit de :
1. Claude Capillon, maire (LR) de Rosny-sous-Bois, actuel président et chargé du Plan local d’urbanisme intercommunal (PLUI) ;
2. Éric Schlegel, maire (DVD) de Gournay-sur-Marne, chargé de la politique locale, de l’habitat et du logement ;
3. Ludovic Toro, maire (UDI-FED) de Coubron, conseiller régional, chargé de la santé et l'environnement ;
4. Patrice Calméjane, maire (LR) de Villemomble, chargé des équipements sportifs ;
5. Pierre-Yves Martin, maire (LR) de Livry-Gargan, chargé de la gestion des déchets ;
6. Brigitte Marsigny, maire (LR) de Noisy-le-Grand, conseillère régionale, chargée de la politique de la ville et des relations avec la métropole ;
7. Jean-Michel Genestier, maire (UDI[4]) du Raincy, chargé du développement économique, de l'emploi et de l'insertion ;
8. Olivier Klein, maire (PS) de Clichy-sous-Bois, chargé du renouvellement urbain ;
9. Katia Coppi, maire (LR) des Pavillons-sous-Bois, chargée des transports ;
10. Xavier Lemoine, maire (PCD) de Montfermeil, chargé des finances et des financements européens ;
11. Jacques Mahéas, maire (DVG) de Neuilly-sur-Marne, chargé de l’assainissement et de l’eau ;
12. Christian Demuynck, maire (LR) de Neuilly-Plaisance, chargé de l'aménagement de l'espace ;
13. Dominique Bailly, maire (LR) de Vaujours, chargé de la prévention de la délinquance[5].

À la suite de la réélection de Philippe Dallier, vice-président de l'EPT, comme sénateur de la Seine-Saint-Denis lors des sénatoriales de 2017, celui-ci, frappé par la législation limitant le cumul des mandats en France démissionne de ses mandats exécutifs locaux, dont celui de vice-président de l'EPT, et est remplacé par Katia Coppi, nouvelle maire (LR) des Pavillons-sous-Bois.
Patrice Calméjane, qui avait été réélu maire de Villemomble en décembre 2018, est toutefois déclaré inéligible par le Tribunal administratif de Montreuil, en mai 2019, puis en appel, par le Conseil d'État pour ne pas avoir respecté les délais dans lesquels il aurait dû rendre les comptes de cette campagne électorale.Il est ainsi déclaré démissionnaire d'office de son mandat d'élu municipal et donc de conseiller territorial et de vice-président de l'EPT en septembre 2019.
Le conseil de territoire a donné des délégations de compétences au bureau, qui regroupe le président et les vice-présidents, afin de prendre les décisions relatives à l'action publique du territoire. En pratique, le bureau se réunit deux fois par mois.

### Liste des présidents successifs
| Période         | Période                       | Identité        | Étiquette | Qualité                                                                                                  |
| --------------- | ----------------------------- | --------------- | --------- | --- |
| janvier 2016    | mai 2019                      | Michel Teulet   | LR        | Haut fonctionnaire Maire de Gagny (1995 → 2019) Conseiller général de Gagny (1985 → 2015) Démissionnaire |
| mai 2019        | juillet 2020                  | Claude Capillon | LR        | Directeur commercial Maire de Rosny-sous-Bois (2010 → 2020)                                              |
| 17 juillet 2020 | En cours (au 23 octobre 2021) | Xavier Lemoine  | PCD → VIA | Maire de Montfermeil (depuis 2002)                                                                       |

### Compétences
L'établissement public territorial exerce les compétences qui lui sont assignées par la loi, et qui relèvent essentiellement de la politique de la ville, de la construction et de la gestion d'équipements culturels, socioculturels, socio-éducatifs et sportifs d'intérêt territorial, de l'assainissement et de l'eau, de la gestion des déchets ménagers et assimilés et de l'action sociale d'intérêt territorial. Il a également la charge d'élaborer un plan local d'urbanisme intercommunal (PLUI).
Il exerce également les compétences qui avaient été délégués par les Villes à l'ancienne Communauté d'agglomération de Clichy-sous-Bois Montfermeil, mais uniquement pour Clichy-sous-Bois et Montfermeil. Il s'agissait de :
- Gestion et collecte des déchets (à l'exception de Gournay-sur-Marne et Montfermeil),
- Eau et assainissement,
- Développement économique,
- Aménagement de l'espace communautaire et urbanisme (plan local d'urbanisme intercommunal)
- Habitat et renouvellement urbain sur le territoire communautaire,
- La politique de la ville,
- Transports et mobilité,
- Clauses d'insertion sur l'ensemble du territoire,
- Pour Clichy-sous-Bois et Montfermeil : emploi, formation et insertion avec une direction dédiée (DEFI),
- Des équipements territorialisés : Maison des services publics et Maison de l'Habitat à Montfermeil,
- Maison de la justice et du Droit à Clichy-sous-Bois.

### Régime fiscal et budget
L'EPT est un établissement public de coopération intercommunale (EPCI) sans fiscalité propre, c'est-à-dire que ses ressources proviennent essentiellement de transferts versés par d'autres collectivités.
Les ressources de l'EPT varient selon la période.
- Au cours de la première phase, qui s’étend du 1er janvier 2016 au 31 décembre 2020, les EPT perçoivent néanmoins la cotisation foncière des entreprises (CFE), l'une des composantes de la fiscalité économique des entreprises.
- À compter du 1er janvier 2021, la totalité de la contribution économique territoriale est perçue par la Métropole du Grand Paris, modifiant ainsi le financement des EPT, qui seront alors financés entièrement par une contribution des communes membres.

### Effectifs
Pour mettre en œuvre ses responsabilités, le Territoire employait 199 agents au 1er janvier 2019. Soixante-treize d'entre eux, initialement employés dans les villes à des missions relatives à l’assainissement et au traitement des déchets, ont été transférés des communes à l'EPT comme conséquence du transfert de ces compétences.